# 652031 Szczepaniak
652031 Szczepaniak este o planetă minoră (asteroid) din centura de asteroizi. A fost descoperită pe 3 septembrie 2013 la  de . 
Obiectul prezintă o orbită caracterizată de o semiaxă mare de 2,647015606328 UAi, o excentricitate de 0,18776095920389, o înclinație de 11,323822453957 ° în raport cu ecliptica.